# Barend du Plessis
Barend Jacobus du Plessis, född 19 januari 1940 i Johannesburg, är en sydafrikansk politiker. Han utbildade sig till lärare och undervisade i matematik. du Plessis var från 1966 aktiv inom Nationalistpartiet, invaldes 1974 i parlamentet, utsågs 1983 till utbildningsminister av Pieter Willem Botha och följande år till finansminister, vilket han var 1984-1992. Efter Bothas avgång som ledare för partiet 1989 kandiderade du Plessis till ordförandeposten och slog trots sin roll som den yngste av fyra kandidater ut favoriterna Chris Heunis och Pik Botha men besegrades i slutomgången av F.W. de Klerk med röstsiffrorna 61-69. du Plessis kvarstod som finansminister i de Klerks regering till 1992.